# Zhou Yaqin
Zhou Yaqin (née le 12 novembre 2005) est une gymnaste artistique chinoise. Elle est médaillée d'argent à la poutre aux Jeux olympiques de 2024 et aux Championnats du monde de 2023.

## Carrière
Zhou a commencé la gymnastique à l'âge de trois ans dans sa province natale à Hengyang.

### Junior
Zhou a concouru avec l'équipe provinciale du Hunan aux Championnats de Chine 2019 où elle a terminé sixième. Puis aux Jeux nationaux de la jeunesse de Chine, elle a terminé 14e au concours général. Elle a ensuite terminé 13e au concours général aux Championnats individuels de Chine 2019. Elle a fait ses débuts internationaux à la Coupe des espoirs olympiques 2019 à Liberec, en République tchèque, où l'équipe chinoise a remporté la médaille d'or. Individuellement, elle a terminé septième au concours général et huitième à la finale des exercices au sol. Aux Championnats de Chine 2020, Zhou a terminé 17e au concours général. Puis aux Championnats individuels de Chine, elle a remporté la médaille d'or à la poutre avec un score de 15,066.

### Senior

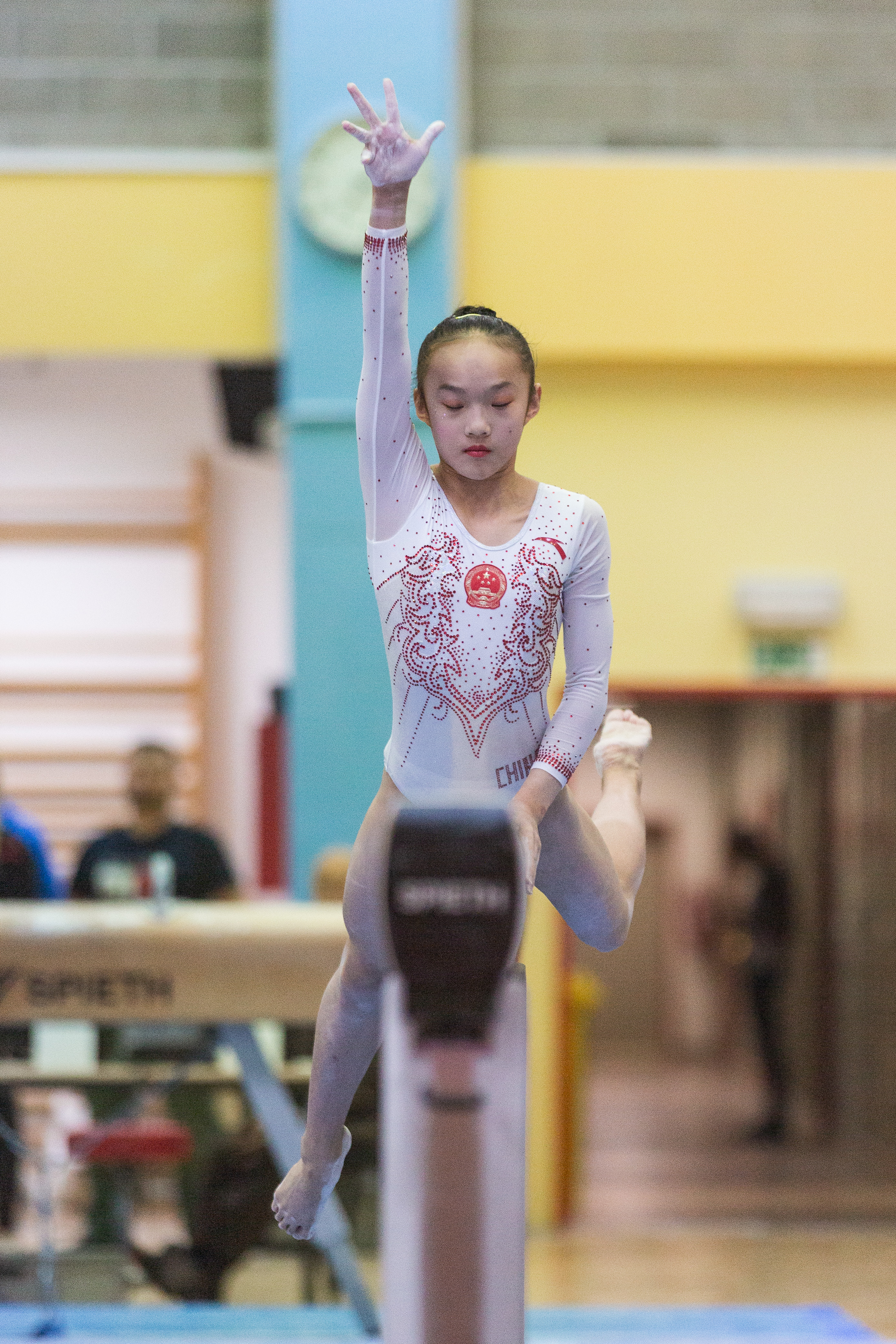
Zhou Yaqin à la poutre à la Coupe des espoirs olympiques en 2019 à Liberec

Zhou est devenue admissible aux compétitions internationales seniors en 2021. Aux Championnats chinois de 2021, elle a terminé 23e au tour de qualification du concours général et sixième avec l'équipe provinciale du Hunan. Puis, aux Jeux nationaux de Chine de 2021, elle a remporté la médaille d'or à la poutre avec un score de 14,660. Elle a terminé quatrième à la poutre aux Championnats chinois de 2022.
Aux Championnats de Chine 2023, Zhou a remporté la médaille d'or aux exercices au sol. Elle a fait ses débuts internationaux seniors aux Championnats du monde 2023 à Anvers. L'équipe chinoise était composée de Ou Yushan, Qiu Qiyuan, Zhang Qingying, Huang Zhuofan et de la remplaçante Wu Ran, et ils se sont classés quatrièmes lors de la finale par équipe. Individuellement, elle s'est qualifiée pour les finales de la poutre et des exercices au sol. Dans la finale de la poutre, elle a remporté la médaille d'argent derrière Simone Biles. Elle a terminé à seulement 0,100 derrière Biles, ce qui était la plus petite marge de victoire pour Biles dans une finale mondiale depuis 2014. Elle a ensuite terminé septième de la finale des exercices au sol.
Zhou a commencé la saison 2024 à la Coupe du monde de Cottbus, remportant des médailles d'or à la fois à la poutre et aux exercices au sol. Puis, au DTB Pokal Team Challenge, elle a remporté une médaille d'or avec l'équipe chinoise et elle a terminé cinquième à la finale des exercices au sol. Elle a été sélectionnée pour représenter la Chine aux Jeux olympiques d'été de 2024 aux côtés de Luo Huan, Ou Yushan, Qiu Qiyuan et Zhang Yihan. L'équipe s'est qualifiée pour la finale à la troisième place et Zhou s'est qualifiée pour la finale de la poutre à la première place. Elle est tombée de la poutre à deux reprises lors de la finale par équipe et l'équipe chinoise a terminé sixième. Lors de la finale de la poutre, elle a attrapé la poutre lors d'un saut latéral et a subi une déduction de 0,500, mais elle a quand même remporté la médaille d'argent derrière l'Italienne Alice D'Amato.
Lors de la remise des médailles, elle regarde interloquée les deux autres médaillées italiennes mordant leurs médailles. Elle imite alors ce geste faisant paraître le plus charmant podium de ces jeux, par sa candeur.

## Palmarès

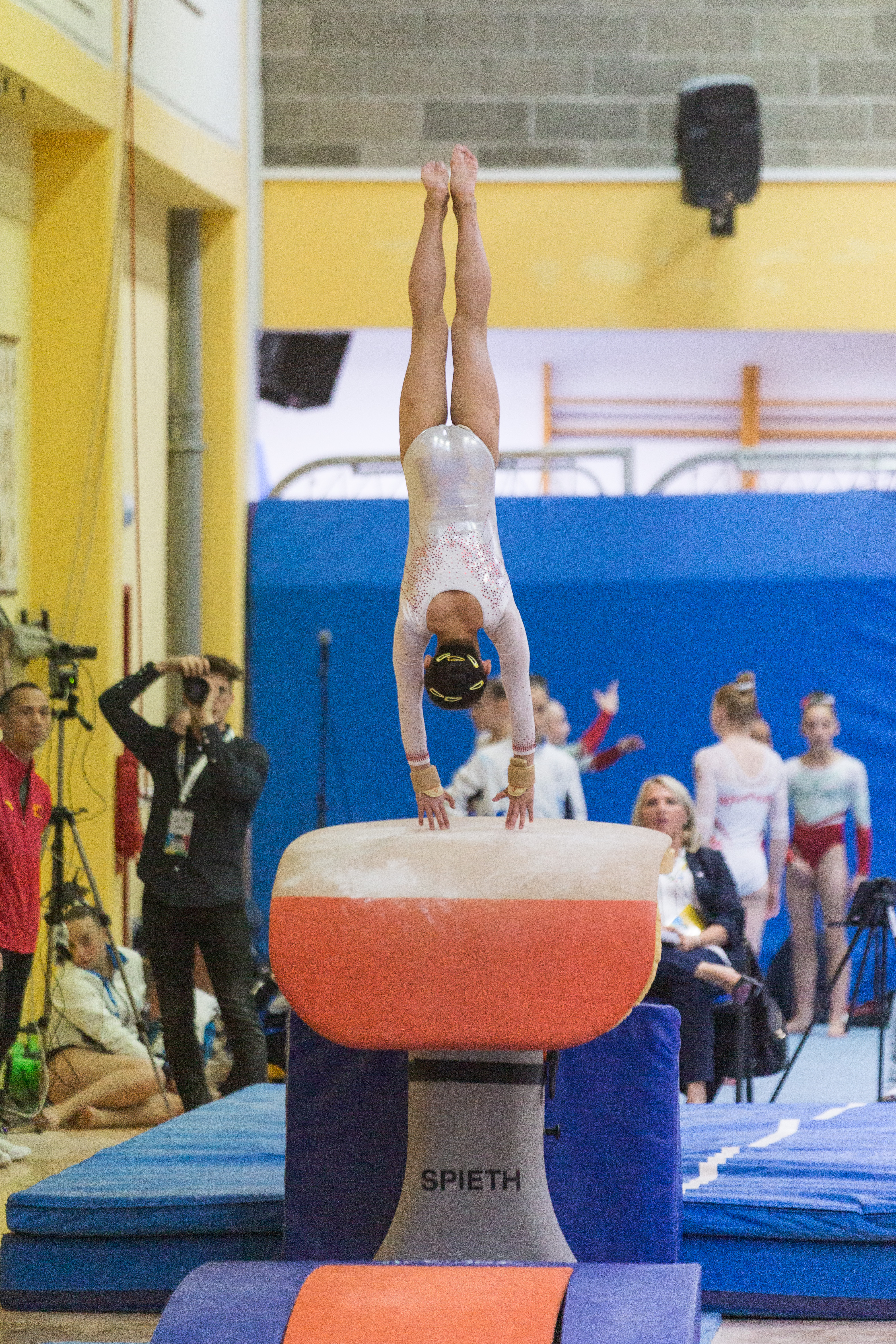
Zhou Yaqin au saut de cheval lors de la Coupe des espoirs olympiques en 2019 à Liberec

| Date | Compétition           | Lieu             | Résultat | Epreuve | Note   |
| ---- | --------------------- | ---------------- | -------- | ------- | ------ |
| 2023 | Championnats du monde | Anvers, Belgique | 2e       | Poutre  | 14,700 |
| 2024 | Jeux olympiques       | Paris, France    | 2e       | Poutre  | 14,100 |